# 乞伏祐鄰
乞伏祐鄰（?—?），為西晉時隴西部鮮卑首領，十六國時期西秦建立者乞伏國仁之五世祖（高祖父之父），在位時間不詳。
乞伏祐鄰是托鐸莫何的後代。晋武帝泰始初年，乞伏祐鄰率五千戶遷居到夏緣，部眾慢慢强盛。鮮卑鹿結部落七萬餘人，屯兵在高平川，和乞伏祐鄰互相攻擊。鹿結战敗，南奔略陽，乞伏祐鄰兼并了他的部眾，固居高平川。乞伏祐鄰死後，其子乞伏結權立。
| 前任： — | 隴西部鮮卑首領 265年－？年 | 繼任： 乞伏結權 |